# Vlad Tepes (groupe)
Pour les articles homonymes, voir Vlad Tepes.
Vlad Tepes est un groupe français de black metal, originaire de Brest, dans le Finistère, actif entre 1993 et 1996. Le groupe appartient au cercle des Légions noires (LLN), lui-même actif musicalement jusqu'en 1996. Ses musiciens Wlad Drakksteim et Vorlok Drakksteim sont également impliqués dans plusieurs autres formations des LLN, notamment Black Murder, Seviss et Vèrmyapre Kommando. Le style musical du groupe est décrit dans un catalogue britannique comme du « Rush à la Darkthrone. »

## Histoire
Le groupe est formé à Brest en 1993. Le nom du groupe fait référence à Vlad III l'Empaleur, Prince de Valachie au XVe siècle, qui sert d'inspiration pour le Dracula de Bram Stoker. Après une rehearsal auto-produite en décembre 1993, le groupe publie la cassette War Funeral March en août 1994. Elle est éditée à 1 000 exemplaires par Full Moon Productions, l'un des premiers label à diffuser outre-atlantique des groupes tels que Burzum. La même année, le groupe publie sa troisième démo The Return of the Unweeping.
Après plusieurs démos et publication non officielles, l'année suivante, 1995, assiste à la publication de March to the Black Holocaust, un split où figurent le groupe Bèlkètre, au label français Embassy Productions. Un deuxième album split voit le jour en 1996, cette-fois ci avec le groupe Torgeist. Intitulé Black Legions Metal et publié par Drakkar Productions, l'album demeure le dernier signe d'activité de Vlad Tepes.
En 2013, Drakkar réédite la compilation Anthologie noire. La même année, en mars, le label réédite Morte Lune.
En 2018, la promesse d'une rencontre privée avec Wlad Drakksteim permet au Festival invisible, à Brest, de faire venir le musicien Thurston Moore, fan déclaré de Vlad Tepes.

## Anciens membres
- Wlad Drakksteim - chant, guitare, batterie (1993–1996)
- Vorlok Drakksteim - basse, voix (1993–1996)
- Ancien membre : Nifleim/D.K. - batterie (sur Reh. Winter '93)

## Discographie

### Démos
- 1993 : Rehearsal Winter '93| 1.    | Frozen Dead's Kingdom                   | 04:19 |
| 2.    | Under the Carpathian Yoke               | 04:43 |
| 3.    | In Holocaust to the Natural Darkness    | 03:31 |
| 4.    | Massacre Song from the Devastated Lands | 04:48 |
| 17:21 |                                         |       |
- 1994 : War Funeral March (Full Moon Productions)| No | Titre                             | Durée |
| -- | --------------------------------- | ----- |
| 1. | War Funeral March                 | 05:15 |
| 2. | From The Celtic Moonfrost         | 03:32 |
| 3. | Walachian Tyrant                  | 04:30 |
| 4. | Returning To My Old Battlegrounds | 03:19 |
| 5. | Frozen Dead's Kingdom             | 04:04 |
- 1994 : The Return of the Unweeping
- 1994 : Celtic Poetry| 1.    | Drink the Poetry of the Celtic Disciple | 12:53 |
| 2.    | Under the Carpathian Yoke               | 04:25 |
| 3.    | Diabolical Reaps                        | 04:07 |
| 4.    | Misery Fear and Storm Hunger            | 03:54 |
| 25:19 |                                         |       |
- 1995 : Into Frosty Madness (démo d'essais, jan.)
- 1995 : Brouillons I (non officiel, mai)
- 1995 : Brouillons II (non officiel, mai)
- 1995 : Dans notre chute… (demo #3, juil.)
- 1995 :  The Return of the Unweeping II (démo expérimentale, souvent appelée à tort reh '95 ou '96, oct.)
- 1995 : Black Legions Metal (démo de reprises, souvent appelée à tort The Black Legions, nov.)
- 1996 : Morte Lune (démo #4, mars)

### Splits
- 1995 : March to the Black Holocaust (split-CD avec Bèlkètre, 1 000 exemplaires numérotés à la main, Embassy Productions TE002)
- 1996 : Black Legions Metal ( split-CD avec Torgeist, Drakkar Productions DKCD002)

### Rééditions
- 1996 : War Funeral March (MCD, ré-édition officielle, 500 exemplaires Embassy Production TE003)
- 2004 : Black Legions Metal (split-LP ré-édition officielle, Drakkar Productions DKLP009)
- 2013 : March to the Black Holocaust (split ré-édition officielle CD/vinyle/cassette, Drakkar Productions DKCD071, DKLP026, DK078)
- 2013 : War Funeral March (ré-édition officielle CD/vinyle/cassette, Drakkar Productions DKCD072, DKLP027, DK079, contient en bonus Rehearsal Winter '93)
- 2013 : Anthologie noire (édition semi-officielle double-CD, Drakkar Productions DKCD075)
- 2013 : The Return of the Unweeping (édition semi-officielle vinyle/cassette, Drakkar Productions DKLP029, DK081)
- 2013 : Celtic Poetry (édition semi-officielle vinyle/cassette, Drakkar Productions DKLP030, DK082)
- 2013 : Into Frosty Madness (édition semi-officielle vinyle/cassette, Drakkar Productions DKLP031, DK083)
- 2013 : Dans notre chute... (édition semi-officielle vinyle/cassette, Drakkar Productions DKLP032, DK084)
- 2013 : Morte lune (édition semi-officielle CD/vinyle/cassette, Drakkar Productions DKCD073, DKLP028, DK080)
- 2014 : Winter (MCD, édition officielle de Rehearsal Winter '93, Drakkar Productions DKCD083)
- 2014 : Celtic Poetry (MCD, édition officielle, Drakkar Productions DKCD084)
- 2014 : Into Frosty Madness (MCD , édition officielle, Drakkar Productions DKCD085)
- 2014 : Dans notre chute... (CD, édition officielle, Drakkar Productions DKCD089)
- 2014 : Morte lune (CD, édition officielle, Drakkar Productions DKCD090)
- 2014 : The Return of the Unweeping - Collection (CD 2014, édition officielle comprenant les démos The Return of the Unweeping I & II, Drakkar Productions DKCD091)
- 2015 : The Drakksteim Sessions (double-album, contient les Black Legions Metal -la partie de Vlad Tepes du split avec Torgeist et la démo de reprises éponyme- ainsi que divers projets inédits et des reprises de Vlad Tepes par Chris Brokaw, Arkha Sva, Infernal Necromancy and Recluse, Drakkar Productions DKCD094)
- 2017 : An Ode to Our Ruin (cassette, ré-édition officielle Brouillons I, Black Gangrene Productions)